# Magatzems Vilella
Els Magatzems Vilella són un edifici del municipi de Reus (Baix Camp) inclòs en l'Inventari del Patrimoni Arquitectònic de Catalunya.

## Descripció
Al número 17 del carrer de Sant Esteve se situa l'edifici de planta baixa i pis destinat a magatzem. Tota la façana presenta un estil modernista molt suau, que forma una certa unitat amb la façana veïna de Cal Vilella. La planta baixa presenta sòcol de pedra i tres obertures rectangulars que marquen la simetria del conjunt, amb portalada central i dues finestres laterals amb acabats de pedra natural i maó. Al primer pis hi ha unes pilastres de maó que separen tres balcons i quatre enrajolats ceràmics, amb motius florals ornamentant els paraments massissos. Les pilastres són coronades per capitells de pedra amb volutes invertides. Les golfes tenen una galeria correguda amb pilastres d'obra vista, petites mènsules i cornisa de gran qualitat compositiva. El conjunt és de pedra natural i obra vista. La fusteria és de fusta i hi ha reixes de ferro forjat a les finestres de la planta baixa.

## Història
Construït per l'empresari Ramon Vilella, comerciant de fruits secs com a magatzem per la seva empresa. L'edifici està unit amb el número 15, i dona pas a uns espais composts segons les necessitats industrials i situat en una zona força degradada i renovada a finals de segle xx, amb predomini de petites parcel·les d'ús comercial artesanal.